# Mountain View, Kalifornien (Contra Costa County)
Mountain View är en ort i Contra Costa County, Kalifornien, USA.